# Pedrera de Vilacolum
La pedrera de Vilacolum és una zona humida i un jaciment paleontològic que es localitza al municipi de Torroella de Fluvià. La zona humida té el seu origen en una extracció de traquita i té una superfície de poc més d'1 hectàrea. A les zones més fondes, la inundació és permanent, fet que permet l'establiment d'una vegetació submergida de macròfits d'aigua dolça. A les vores i a les zones d'inundació més temporal hi creixen els canyissars, jonqueres de terra baixa i gespes calcígades i humides que són pasturades per ramats d'ovelles.
Aquest espai és també especialment singular per la presència d'algunes espècies com l'alismatàcia (Baldellia ranunculoides), la ciperàcia (Scirpus litoralis) i altres espècies d'aiguamolls força rares a Catalunya. Per altra banda, l'espai té certa importància geològica per la presència d'un important jaciment paleontològic i de traquita.
Pel que fa als impactes sobre aquest espai, una excessiva pastura i trepig per part del bestiar oví, alguns abocaments de runes i la forta pressió urbanística que s'hi desenvolupa al seu voltant poden posar en perill la integritat de la zona humida.